# Gaspare Landi
Gaspare Landi (Piacenza, 6 gennaio 1756 – Piacenza, 27 febbraio 1830) è stato un pittore italiano.

## Biografia

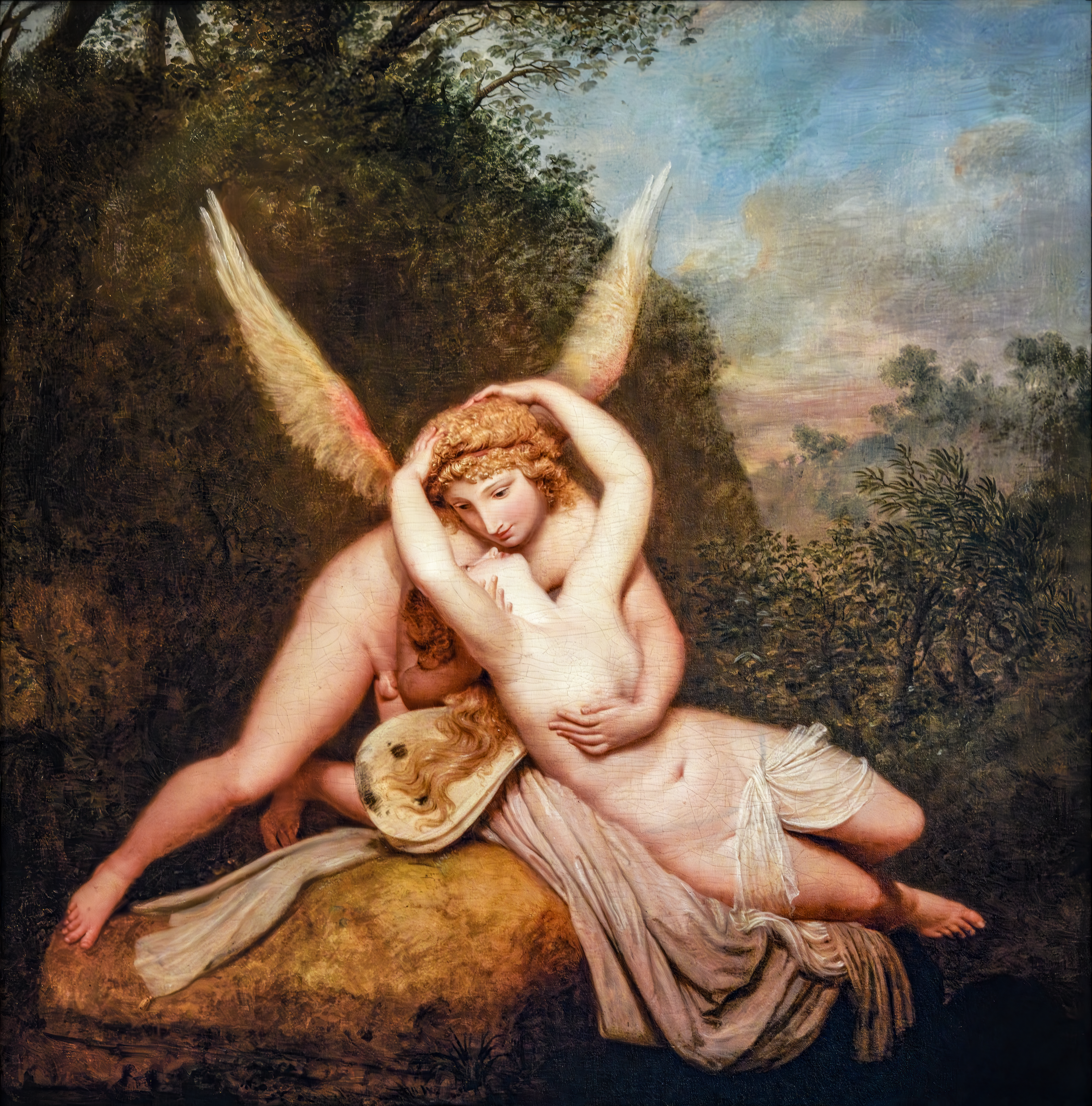
Amore e Psiche

Dopo aver fatto apprendistato in varie botteghe di pittura e dopo essersi sposato nel 1774, Landi ottenne dal marchese Giovanni Battista Landi un sussidio per studiare a Roma, dove si trasferì nel 1781.
Lavorò con i maestri Domenico Corvi e Pompeo Batoni, specializzandosi in ritratti e dipinti di soggetto mitologico, come Diomede e Ulisse rubano il Palladio, che gli valse nel 1783 il premio dell'Accademia di Belle Arti di Parma.
Nel 1805 Landi entrò a far parte dell'Accademia di San Luca, dove insegnò teoria della pittura dal 1812 e ne fu presidente dal 1817 al 1820. Fu poi nominato cavaliere dell'Ordine della Corona Ferrea e dell'Ordine di San Giuseppe. Verso il 1820 tornò a Piacenza con l'intento di trattenersi, ma stancatosi della monotona vita provinciale nel 1824 tornò a Roma, dove lavorò alla sua ultima opera l'Assunzione per la Chiesa di San Francesco di Paola di Napoli. Tornò a Piacenza nel 1829, dove morì nel febbraio dell'anno seguente.